# سولويزي
سولويزي هي مدينة من مدن زامبيا. يبلغ عدد سكانها 65,000 نسمة وذلك حسب إحصائيات سنة 2000 م. ويبلغ ارتفاع المدينة عن سطح البحر قرابة 1,235 متر.